# Kwitnewe (obwód lwowski)
Kwitnewe (ukr. Квітневе; hist. Żabokruki) – wieś na Ukrainie w rejonie lwowskim (do 2020 roku w rejonie żydaczowskim) obwodu lwowskiego.

## Historia
Pod koniec XIX w. wieś w powiecie bóbreckim.